# USS Miami (SSN-755)
USS Miami (SSN-755) — атомная ударная подводная лодка типа «Лос-Анджелес», корабль, названный в честь города Майами, сорок четвёртая лодка данного типа. Строительство лодки велось на верфи Electric Boat в Гротоне (штат Коннектикут), принадлежащей компании General Dynamics. Лодка заложена 24 октября 1986 года, спущена на воду 12 ноября 1988 года, вошла в состав ВМС США 30 июня 1990 года под командованием коммандера Томаса Мэйдера (англ. Commander Thomas W. Mader).

## История
В течение первого года службы лодка прошла более 23,5 тысяч миль, совершив несколько походов продолжительностью около двух недель каждый.
15 августа 1991 года лодка была вынуждена совершить экстренное всплытие: был повреждён горизонтальный руль. На ремонт ушло несколько дней. 30 сентября того же года после прохождения испытаний на лодке заклинило люк на мостике, ремонт продлился двое суток. В октябре лодка посетила Флориду и команда посетила город Майами, впоследствии такие визиты совершались неоднократно, были установлены тесные связи с местными учебными заведениями. В ноябре принимала участие в LANTSUBASWEX — совместных учениях с кораблями британского флота по отработке тактики обнаружения дизельных подводных лодок предполагаемого противника.
В 1992 году лодка принимала участие в крупных учениях НАТО EXERCISE TEAMWORK 92, по окончании которых 26 марта 1992 года лодка прибыла в Тронхейм, где стала причиной возмущения среди местных жителей, протестовавших против нахождения атомной субмарины в норвежских территориальных водах. Двое местных активистов даже забрались на борт лодки, откуда их сняла местная полиция.
В последующие годы лодка успешно несла службу без особых инцидентов. С 1 июня по 16 сентября 1994 года находилась в походе по Красному морю и Персидскому заливу, с дружественными визитами посетив Крит, Саудовскую Аравию, Бахрейн, ОАЭ и Сардинию, попутно став первой американской атомной подводной лодкой, прошедшей через Суэцкий канал. 1995 год ознаменовался срочным ремонтом 12 июля 1995 года, причины которого официально не объявлялись, и дружественным визитом в порты Норвегии и Нидерландов в ходе международных манёвров в Западной Атлантике.
Отчёты о службе лодки за 1996—1997 года не рассекречены. Известно лишь, что в сентябре 1997 года лодка получила похвальную благодарность и флотскую ленту (Navy 'E' Ribbon).
В конце 1998 года после прохождения планового периода техобслуживания лодка отправилась на Ближний Восток, 12 декабря прибыв в Абу-Даби. С 16 по 20 декабря лодка принимала участие в операции «Операция «Лиса пустыни»», нанеся по Ираку больше ракетных ударов, чем любая другая лодка, участвовавшая в операции.
В начале 1999 года лодка перебазировалась в Средиземное море на базу в Италии, где участвовала в учениях НАТО. 20 февраля она прервала учения в связи с обстановкой вокруг Косово, но через 5 дней вернулась к учебной программе. Вскоре лодка приняла участие в операции «Союзная сила», атакуя крылатыми ракетами наземные цели в Сербии. Таким образом, Майами стала первой подводной лодкой США со времён Второй Мировой войны, принимавшей участие в двух различных боевых конфликтах. За участие в операции лодка была награждена.
В 2001 года лодка прошла обширную модернизацию, после чего вернулась на боевую службу. Отчёты о службе лодки за 2003—2004 года не рассекречены. В конце 2003 года лодка ушла в полугодовой поход, в ходе которого было пройдено более 34 тыс. миль, проделано 14 упражнений, в том числе с участием иностранных кораблей, посещены порты Франции, Италии, Турции и Бахрейна, вернулась лодка на базу лишь в феврале 2004 года.
Дальнейшая служба проходила без особых инцидентов, с неоднократными визитами в Европу, многочисленными учениями и манёврами.
В 2012 году лодка вошла в доки Портсмута на плановое длительное техобслуживание.

## Пожар
В группе гражданских специалистов, принимавших участие в ремонте лодки, состоял 24-летний Кейси Фури. Фури страдал депрессией, принимал антидепрессанты. Ранее, когда его состояние ухудшалось, он брал отгулы, но отгулы закончились, а 23 мая ему было поручено очистить торпедный отсек лодки от старой краски с помощью пескоструйной установки. Чтобы не трудиться целый день, Фури решил устроить небольшой пожар, планируя, что задымление приведёт к эвакуации рабочих и их уходу домой.
Однако пожар начал быстро распространяться по лодке; на его тушение, которым занималось более ста человек, ушло 12 с лишним часов, причём пострадало 7 человек. Итогом пожара стали сгоревшие торпедный отсек и командный пост, была затоплена нижняя палуба, повреждены многочисленные трубопроводы — из-за перегрева, изменившего структуру металла, их прочность упала ниже безопасного уровня. Реактор был заранее остановлен, а его защита не допустила утечки радиоактивных веществ, но большинство систем управления лодкой были повреждены или уничтожены. Ущерб лодке составил, по предварительным оценкам, 400 миллионов долларов, ещё 40 миллионов убытков понесла верфь.
Комиссия, изучавшая причины пожара, сделала вывод, что пожар начался после того, как один из пылесосов, применявшихся при ремонте, засосал источник тепла, воспламенивший мусор в мусоросборнике, так что участие Фури в инциденте осталось неизвестным. Но уже в июне он решил повторить опыт и уйти домой пораньше при помощи очередного поджога. На сей раз пожар был быстро потушен, а следователи вскоре установили личность виновного. На допросах, в том числе с помощью детекторов лжи, Фури признался в содеянном. 15 марта 2013 года он был приговорён к 17 годам тюремного заключения и выплате штрафа в 400 миллионов долларов.
Предполагаемая смета восстановления лодки составила 450 миллионов долларов, причём даже при полном и своевременном финансировании ремонт не мог быть закончен ранее середины 2015 года. Предполагалось, что можно будет использовать некоторые элементы списанной в 2011 году и разбираемой лодки «Мемфис», однако конструкция лодок оказалась настолько различна, что это оказалось невозможным. 6 августа 2013 года ВМС США объявили, что в связи с сокращением бюджета, вынуждены отказаться от планов по восстановлению подводной лодки «Майами». Окончательные затраты на восстановление с учётом сложившейся схемы финансирования составляли 700 миллионов долларов, что было сочтено неприемлемым. Было решено, что целесообразнее потратить эти средства на работы по другим кораблям и подводным лодкам.
Таким образом USS Miami (SSN-755), которая по оценкам специалистов могла служить ещё порядка десяти лет, стала первой подводной лодкой, а также первым атомным судном, потерянным в доках США, а также первым боевым кораблём, погибшим в доках со времён Гражданской войны.

## Командиры
- Коммандер Thomas W. Mader (12.11.1988-7.9.1990)
- Коммандер Houston K. Jones (7.9.1990-15.3.1993)
- Коммандер Don H. Potter, Jr. (15.3.1993-19.1.1995)
- Коммандер Larry B. Olsen (19.1.1995-5.7.1998)
- Коммандер James P. Ransom, III (5.7.1998-13.10.2000)
- Коммандер Randall G. Richards (13.10.2000-??
- Коммандер Joseph B. Wiegand
- Коммандер Richard R. Brayant (??-25.7.2008)
- Коммандер Dennis R. Boyer (27.7.2008-20.9.2010)
- Коммандер Roger E. Meyer (20.9.2010-8.8.2013)

## Награды[9]
- Благодарность части Военно-морского флота (Navy Unit Commendation, 1998, в составе боевой группы USS Enterprise (CVN-65))
- Armed Forces Service Medal (1993)
- Экспедиционная медаль Вооружённых сил (Armed Forces Expeditionary Medal, 1999) (за операцию «Лиса пустыни»)
- Armed Forces Service Medal (1993)
- Armed Forces Service Medal (1993)
- Похвальная благодарность армейской воинской части (Meritorious Unit Commendation, 1997)
- Шеврон «E» (Navy «E» Ribbon, 1997)
- Упоминание в приказе по флоту (Navy Unit Commendation) (2009)